# معركة عنجر
معركة عنجر هي معركة وقعت في 1 نوفمبر 1623 بالقرب من مجدل عنجر في لبنان بين جيش فخر الدين المعني الثاني وجيش الدولة العثمانية بقيادة والي دمشق مصطفى باشا. انتهت المعركة بهزيمة الجيش العثماني وأسر مصطفى باشا. وقد سمح هذا الانتصار لفخر الدين أن يحكم سوريا العثمانية الممتدة من حلب في الشمال إلى العريش في شمال سيناء. واستمرت إمارته هذه لمدة 10 سنوات حتى هزيمته وأسره من العثمانيين، الذين بعثوا به إلى الآستانة حيث نفذ فيه حكم الإعدام.

## خلفية تاريخية
تسبب منع الأمير يونس الحرفوشي دروز الشوف من زراعة أراضيهم في البقاع الجنوبي في 1623، في إثارة غضب فخر الدين الثاني. فبعث سكباناً إلى قرية قب إلياس في البقاع الجنوبي طردوا آل حرفوش منها  (والأكثر دقة طرد صهره  أحمد بن يونس الحرفوشي منها) في أغسطس/سبتمبر 1623. في هذه الأثناء، في يونيو أو يوليو، استبدلت السلطات العثمانية علي ابن فخر الدين بصفته سنجق بكي على صفد كما استبدلت ابنه الآخر حسين مع مصطفى كتخدا في منصب سنجق بكي عجلون ونابلس على التوالي بخصمين محليين لفخر الدين. إلا أن السلطات العثمانية أعادت عجلون ونابلس إلى حكم آل معن بعد فترة وجيزة، فيما عدا صفد. ليتحرك المعنيون لتولي زمام عجلون ونابلس، مما دفع يونس الحرفوشي إلى استدعاء القائد الإنكشاري كُرد حمزة، الذي كان يتمتع بنفوذ كبير على بكلربك دمشق، مصطفى باشا، لمنع تقدمهم. ثم نجح كُرد حمزة في تأمين تعيين يونس الحرفوشي في صفد، تلى ذلك محاولة فاشلة من فخر الدين لمساومته على منصب الحاكم.
شن فخر الدين حملة على آل طرباي وآل فروخ في شمال فلسطين، لكنه هُزم في معركة عند نهر العوجا بالقرب من الرملة. بلغ فخر الدين في طريق عودته إلى جبل لبنان من حملة فلسطين الفاشلة، أن الحكومة العثمانية أعادت تعيين أبنائه وحلفائه في صفد وعجلون ونابلس. وارتبط هذا الانقلاب بخلافة السلطان مراد الرابع (حكم من 1623 إلى 1640) والصدر الأعظم كمانكش علي باشا، الذي تلقى رشوة من وكيل فخر الدين في القسطنطينية لإعادة المعنيون إلى سناجقهم السابقة. ومع ذلك، شرع مصطفى باشا وكرد حمزة في شن حملة على المعنيين. وصل فخر الدين إلى قب إلياس في 22 أكتوبر، وتحرك على الفور لاستعادة الأموال والمؤن التي خسرها خلال حملة فلسطين بالإغارة على قريتي كرك نوح وسرعين الفوقا المجاورتين، وكلاهما تحت حكم آل حرفوش.

## المعركة
انطلق الدمشقيون وآل حرفوش وآل سيفا من دمشق بعد ذلك، بينما حشد فخر الدين مقاتليه الدروز والسكبان والمجندين الشيعة. وأرسل الشهابين ليكونوا بمثابة طليعة جيشه في برج عنجر، ولكن بحلول الوقت الذي وصل فيه فخر الدين إلى هناك في أوائل نوفمبر 1623، كان آل حرفوش وآل سيفا قد طردوا الشهابين واستولوا على البرج. هزم فخر الدين الإنكشارية الدمشقية على الفور في عنجر وأسر مصطفى باشا، بينما هرب كرد حمزة ويونس الحرفوشي إلى حلب. وانتزع فخر الدين اعتراف البكلربك بسلطة آل معن، وتنصيبه على سنجق غزة، وابنه منصور على سنجق اللجون، وعلي ناحية البقاع الجنوبي. ومع ذلك لم تنفذ أياً من هذه التعيينات في غزة ونابلس واللجون بسبب معارضة أصحاب السلطة المحليين؛ وهذه الرواية هي المطابقة لرواية الصفدي مؤرخ فخر الدين.

### كشف مغالطات الصفدي لمجريات المعركة
قرر الوزير مصطفى باشا بمشورة المعني القضاء على سلطة يونس الحرفوش وهنا يبرز السؤال، هل كانت المعركة مؤامرة نسجت ضد يونس الحرفوشي؟ هذا التساؤل تدعمه عبارة أوردها المحبي عرضاً في كتابه «خلاصة الأثر» قال «وذلك أن العسكر الشامي كانوا قصدوا محاربة أولاد الحرفوشي، وإخراجهم من بعلبك، وطلبوا من مصطفى باشا أن يخرج معهم فأبى أولاً، وأمر بالتربص فلم يرضوا إلا بخروجه، فخرج بهم بعد أن كتب عليهم حجة بذلك. ولما تقابل الفريقان انكسر العسكر الشامي؟، ووقع الوزير المذكور (مصطفى باشا) في أيدي عشير ابن معن، ثم بقي عنده في البقاع أياماً، ثم ذهب معه إلى بعلبك في طلب أولاد الحرفوشي».

هذا القول مع إضطرابه يثير شكوكا حول مؤامرة نسج خيوطها عسكر دمشق والباشا وابن معن. إذ استدرجوا يونس الحرفوشي إلى المعركة، وتخلوا عنه. وخصوصاً بعدما أعاد معظم جنوده لحراسة بعلبك قبل حدوث المعركة. والروايات تؤكد أن الذين قاتلوا وصمدوا هم رجال يونس الحرفوشي وابن سيفا مع قلتهم. والصفدي مؤرخ فخر الدين روى أن بداية المعركة كانت نصراً للحرفوشي إذ دحرا المعني «وأطلعوهم من قرية المجدل حتى أوصلوهم إلى كعب البرج وضايقوهم وملكت سكمانية ابن سيفا وابن الحرفوش البلد» ويضيف إن ماية خيال فقط هجموا على آلاية مصطفى باشا فإنهزم عسكره واستسلم للأسر.
أما المحبي فشرح أسباب نقمة أهل الشام على يونس الحرفوشي وتتلخص بأن الحرفوشي (الرافض) أخذ يضيق على السنة في بعلبك فنزحت منهم عائلات كثيرة إلى دمشق وهناك حرضت عساكر الشام ضده ثم عمد فشيد أول مسجد للشيعة في بعلبك سنة 1028هـ /1618م. وإتصاله بمتاولة بلاد بشارة أزعجت المعنيين وحلفاءهم..'.
إن أول تدابير إتخذها مصطفى باشا بعد وصوله إلى بعلبك وإستقباله وفداً من أعيان الشام وكبار الأغوات، تداول معهم بمختلف الشؤون بمشاركة فخر الدين وكان من بينهم نجم الدين الغزي، المؤرخ الذي نزل مع الوفد في الخيام على منتزه رأس العين هي:
1. «يكون الحاج كيوان آغا اليكجرية وطريفي حسين بلوكباشي كتخدا»
2. أعطى لفخر الدين تمسكاً - أمراً- بقتل الممسوكين من الجنود الانكشارية الذين قاتلوا معه في معركة عنجر ولكن فخر الدين أبدى لهم عذراً وأقنع الباشا بعدم تنفيذ الأمر. «وطاول في القضية وأبدى المعذرة».[23]
3. «أرسل إلى متسلمه في الشام وإلى كبرائها وأعيانها أمراً بالقبض على الانكشارية الموالين لكورد حمزة وقتلهم، فنفذ الأمر بخنق بعضهم في القلعة، وهرب الباقون إلى حمص وحماة وحلب وتفرقوا الأقطار أيدي سبأ».[24]
4. أعطى لفخر الدين مقاطعة غزة وتوابعها وأحكام التحاويل بسنجق صفد وأعطى ولده علي مقاطعة بقاع العزيز، وتحويل سنجق عجلون إلى حسين ولده الآخر ونابلس إلى مصطفى كتخداه، وسنجق اللجون إلى منصور إبنه الثالث، ونظم الوالي والأمير أمور جند الشام سوياً وبدا في هذه المرحلة وكأنّ فخر الدين أعطي الصلاحيات التي كانت لكيوان وكورد حمزة مجتمعين.

إن ما يثير مزيداً من الريبة والشك في حقيقة معركة عنجر، كما أوردها الصفدي، أن هذه الفرمانات التي أصدرها الوالي مباشرة بعد المعركة تعاقب كورد حمزة وجميع أتباعه وهو الذي حافظ على ولائه للوزير منذ البداية، بينما تنهال المناصب والمقاطعات على كيوان وفخر الدين اللذين قاتلاه وأسراه، على زعم الصفدي. ويقول سعدون حمادة في كتابه تاريخ الشيعة«قد يمكن تفسير ذلك بأن الوالي كان في حكم مسلوب الإرادة لوقوعه في قبضة فخر الدين المنتصر في حينه، ولكن الواقع أن سياسته استمرت بدون تغيير بعد عودته إلى مركز ولايته حيث عاقب كل من كان له صلة بكورد حمزة وكيوان بينما استمرت علاقة التعاضد والتحالف بينه وبين فخر الدين حتى بعد عزله من الولاية؟».

إذا وضعنا رواية الصفدي عن معركة عنجر جانباً فهو قبل كل شيء من رجال فخر الدين وبطانته وقد وضع مؤلفه بناءً لرغبة ملزمة من سيده، ورجعنا إلى مصادر أكثر حياداً مثل المحبي الدمشقي رغم عدائيته المذهبية التي أعلن عنها في أكثر من مناسبة وردت في مؤلفه، لآل حرفوش، لوجدنا أنه لم يكن أميناً في سرد بعض الحقائق وإخفاء بعض الوقائع، ولا غرابة في ذلك فواضع هذا المؤلف سواء صحت نسبته إلى القاضي الصفدي أو غيره لم يتوخى من وراء كتابته التاريخ المجرد، وهو ليس مؤرخاً ولم يعرف له تاريخ آخر، وغايته خدمة أغراض سيِده السياسية وتأكيد الوقائع كما أرادها لا كما وقعت فعلاً، ونشرها وتوثيقها، استباقاً لأية محاولة قد ترمي إلى إظهار حقيقة الأمور والكشف عن خدعة كيوان ورفيقيه وفضح مناورتهم أمام السلطة العثمانية خصوصاً.

أقسم الرجال الثلاثة كيوان وكورد حمزة وفخر الدين على أن يكونوا يداً واحدة في كل الأمورهم، وفي كل ما يعود إلى شؤون الحكم والسياسة في ولاية دمشق. لذلك أبدى فخر الدين إصراراً غريباً على فرض معركة عسكرية على يونس لا يريدها، بدون مبرر مقنع ولا سبب واضح فاستباح كل المقدسات العائلية في قب الياس، والدينية في كرك نوح، وقواعد المودة ورفقة السلاح وعرفان الجميل في سرعين. في هذه الأثناء تظهر فجأة في أوساط جند الشام حمية مذهبية معادية للشيعة تقود إلى حركة ذاتية، تفرض على الوالي قسراً رغم إرادته، وبدون أوامر من رؤسائه، الخروج من مركز باشاويته لقتال يونس الحرفوش وإخراجه من بعلبك. وهو رجل غشوم لم يكن أكثر من ألعوبة في يد كيوان صاحب المواهب الإستثنائية في الخداع والمكر والألاعيب وإظهار الأمور على غير حقيقتها، حتى أصبح علماً في كل هذه الموبقات، وهو الأب الروحي لفخر الدين وأحد رئيسي جند الشام وثالث أصحاب القسم.

وصل الباشا إلى عنجر وفي ذهنه أنه خارج لملاقاة يونس الحرفوش، فوجئ بفخر الدين في ميدان المعركة وبهجوم على جنده المخامر قام به مئة أو أكثر من جنوده، لم يلبث إلا قليلا حتى لاذت الجيوش الشامية بالفرار تاركة قائدها أسيراً بين يدي المنتصر، بلا جهد ولا حرب ولا قتال.
هذه حقيقة لعبة عنجر، وضع قواعدها كيوان، ونفذها الحلفاء الثلاثة، وكان ضحيتها قائد شيعي متحفظ وباشا عثماني ساذج. فدخلت إلى التاريخ الوطني اللبناني كأعظم مفاخره ومآثره. 

## التبعات
حصل فخر الدين من مصطفى باشا على ناحية الزبداني لحليفه قاسم بن علي الشهابي لاحقاً، بينما أُعيد تأكيد حكم البقاع العزيزي مؤقتاً لعلي نجل يونس الحرفوشي. انقلب فخر الدين على مصطفى باشا لصالح بديله بحلول شهر مارس، لكن أٌعيد مصطفى باشا إلى منصبه في أبريل. مما وتر العلاقات بين فخر الدين ومصطفى باشا بعدئذ.